# 窄腹剑水蚤属
窄腹剑水蚤属（学名：Limnoithona）为镖剑水蚤科的一个属。

## 下属物种
本属包括以下物种：
- 中华窄腹剑水蚤 Limnoithona sinensis (Burckhardt, 1913)
- 四刺窄腹剑水蚤 Limnoithona tetraspina Zhang & Li, 1976